# Elisabeth von Janota Bzowski
Elisabeth von Janota Bzowski z domu von Rupp (ur. 21 listopada 1912 w Kilonii, zm. 15 sierpnia 2012 w Marl) – niemiecka malarka, graficzka, projektantka znaczków pocztowych, wykonywała portrety znanych osobistości dla amerykańskich czasopism.

## Życiorys
Elisabeth von Janota Bzowski znana jest w kręgach kolekcjonerów jako "Janota". Rodzice wcześnie odkryli jej talent i w wieku 10 lat pobierała lekcje malarstwa. Pierwsze obrazy wystawiała już w wieku lat 17. Karierę kontynuowała w Stanach Zjednoczonych, gdzie pracowała w branży reklamowej dla koncernu tytoniowego R.J. Reynolds, sieci hotelowej InterContinental oraz dla koncernów chemicznych DuPont i Bayer. Dla magazynów takich jak Time, Vogue lub Der Spiegel portretowała osobistości z życia politycznego, m.in.: Gerald Ford, Henry Kissinger i Franz Strauss. W latach 60 zdobyła popularność w Niemczech, biorąc udział w kampaniach reklamowych dla Burdy, C&A i firmy Henkel.
W Niemczech znana była przede wszystkim jako twórca znaczków pocztowych. Jej znaczki przedstawiały portrety postaci historycznych wykonane z niespotykaną skrupulatnością i zamiłowaniem do szczegółów. Ostatni znaczek poświęcony 125 rocznicy urodzin Hermanna Hesse wykonała w roku 2002 mając 90 lat.
W roku 1983 Organizacja Narodów Zjednoczonych wydała zeszyt artystyczny, w którym Elisabeth von Janota Bzowski w towarzystwie Marca Chagalla, Salvadora Dalí i Andy Warhola, prezentowała swój symboliczny obraz. Przedstawiał on głowę białego konia jako symbol pokoju. Z grzywą splata się pięć różnobarwnych wstęg oznaczających pięć kontynentów. Koń symbolizuje siłę, wierność w niebezpieczeństwie oraz wytrwałość. Te cechy i odwieczna służba u boku człowieka zawiera przekaz o wysokiej zawartości etycznej. Później, z okazji czterdziestolecia istnienia ONZ, został wydany blok 12 znaczków dzieła światowej czołówki artystów. Obraz z białym koniem został również wybrany do tej publikacji.
W roku 1957 w Santiago de Chile poślubiła Jerzego Janotę Bzowskiego stając się synową pierwszego męża Marii Pawlikowskiej Jasnorzewskiej – Władysława Janoty Bzowskiego.

## Wyróżnienia
Jej znaczek „Dzień znaczka 1981” uznany został w konkursie poczty niemieckiej za najpiękniejszy znaczek roku, a potem wyróżniony w konkurencji międzynarodowej.
W roku 1982 znaczek „400 lat kalendarza gregoriańskiego“ zdobył ponownie w tym konkursie miano najpiękniejszego znaczka roku.
W swej karierze Elisabeth wykonała prawie 30 znaczków pocztowych cenionych wśród kolekcjonerów jako „Janoty”.